# European Iranologist Society
European Iranologist Society eller Societas Iranologica Europea är ett europeiskt sällskap för studiet av Iran och de iranska folkens språk, historia, kultur och geografi. Sällskapets grundades 1983 i Rom med ändamål att stödja forskning inom ämnesområdet iranistik. 
Sällskapet anordnar regelbundet konferenser som samlar iranister från hela världen. Det har sitt högkvarter i Rom och dess nuvarande president är Maria Macuch vid Freie Universität Berlin.